# The Countess
The Countess is een Frans-Duitse film over Elisabeth Báthory die op 9 februari 2009 in wereldpremière ging op het Internationaal filmfestival van Berlijn. Het is de derde film van Julie Delpy als regisseur, die tevens het scenario schreef en zelf Báthory speelt.

## Verhaal
De film gaat over de Hongaarse gravin Báthory, de echtgenote van generaal Ferencz Násady. Zij woonden in het begin van de 17de eeuw in de Karpaten. Báthory geloofde dat zij door het drinken van maagdenbloed en het baden daarin haar jeugd en schoonheid kon bewaren. Haar legertje ontvoerde daarom ongelukkige meisjes op het platteland, die vervolgens werden gedood voor hun bloed. Báthory werd in 1611 veroordeeld voor de moord op minstens 50 meisjes, hoewel het exacte aantal nooit opgehelderd is. Zij werd opgesloten in een verzegelde kamer en stierf vier jaar later.

## Rolverdeling
| Hoofdrolspelers    | Hoofdrolspelers          |
| ------------------ | ------------------------ |
| Julie Delpy        | Gravin Elisabeth Báthory |
| William Hurt       | György Thurzó            |
| Daniel Brühl       | István Thurzó            |
| Anamaria Marinca   | Anna Darvulia            |
| Jeanette Hain      | Anna Báthory             |
| Andy Gatjen        | Miklos                   |
| Sebastian Blomberg | Dominic Vizakna          |
| Adriana Altaras    | Tante Klara              |
| Charly Hübner      | Ferenc Nadasdy           |
| Frederick Lau      | Janos                    |
| Anna Maria Mühe    | Bertha                   |
| Rolf Kanies        | Graaf Krajevo            |
| Katrin Pollitt     | Dorothea                 |